# Fotbal Club Voluntari
FC Voluntari é uma equipe romena de futebol com sede em Voluntari. Disputa a primeira divisão da Romênia (Campeonato Romeno de Futebol).
Seus jogos são mandados no Stadionul Anghel Iordănescu, que possui capacidade para 4.600 espectadores.

## História
O FC Voluntari foi fundado em 2010. Começaram na Liga IV, considerada a quarta divisão romena e conseguiram o vice-campeonato e desse modo o acesso a Liga III no fim da temporada 2012-2013.
Ficou somente uma temporada na Liga III e Liga II, ganhando os dois campeonatos nas temporadas 2013-2014 e 2014-2015, respectivamente. Já estabelecido na Liga I e com campanhas de meio tabela, o Voluntari conseguiu seu maior título na temporada 2016-2017 ao ganhar a Copa da Romênia sobre o Astra Giurgiu.

## Títulos
- Liga II (1): 2014-2015
- Liga III (1): 2013-2014
- Copa da Romênia (1): 2016-2017
- Supercopa da Romênia (1): 2017-2018